# Barrio de San José, Michoacán de Ocampo
Barrio de San José är en ort i Mexiko.   Den ligger i kommunen Aquila och delstaten Michoacán de Ocampo, i den södra delen av landet, 500 km väster om huvudstaden Mexico City. Barrio de San José ligger 124 meter över havet och antalet invånare är 107.
Terrängen runt Barrio de San José är huvudsakligen kuperad, men åt nordväst är den bergig. Barrio de San José ligger nere i en dal. Runt Barrio de San José är det glesbefolkat, med 8 invånare per kvadratkilometer. Närmaste större samhälle är Aquila, 11,1 km norr om Barrio de San José. I omgivningarna runt Barrio de San José växer i huvudsak lövfällande lövskog.